# Romeral
Romeral é uma comuna da província de Curicó, localizada na Região de Maule, Chile. Possui uma área de 1.597,1 km² e uma população de 12.707 habitantes (2002).